# RP-1

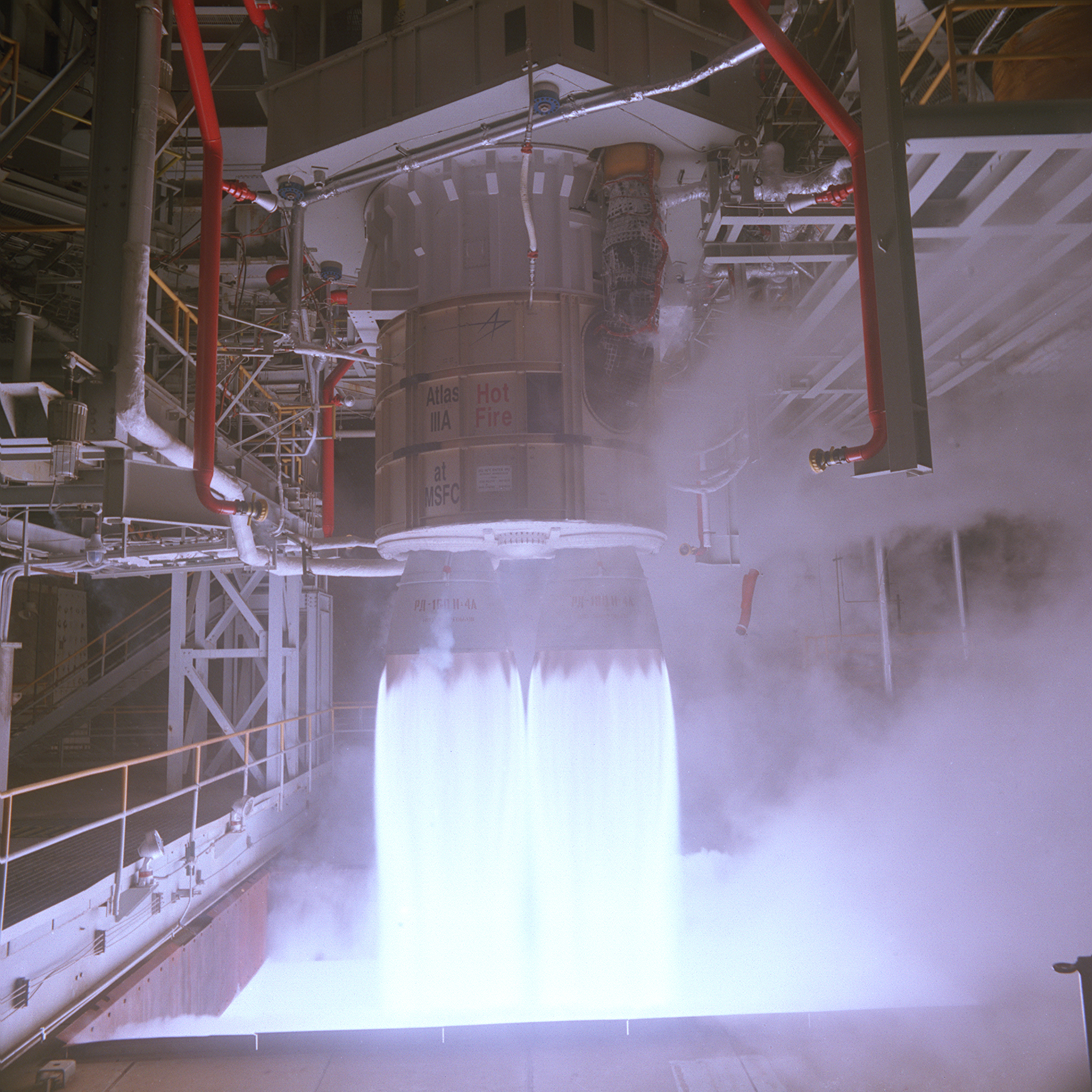
Statický test motoru RD-180 spalující RP-1 a kapalný kyslík

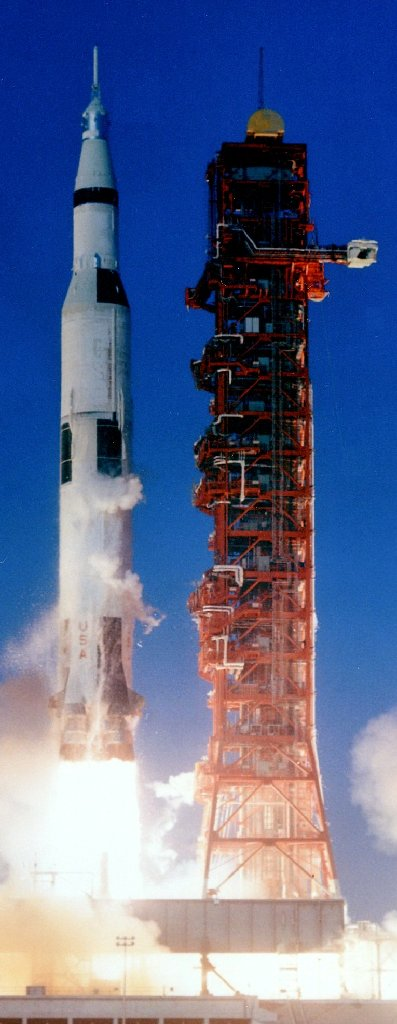
Apollo 8, Saturn V: 810.700 L RP-1, 1.311.100 L LOX

RP-1 (Rocket Propellant-1 nebo Refined Petroleum-1) je americké označení vysoce rafinované formy petroleje používané jako palivo raketových motorů. V Rusku (resp. bývalém Sovětském svazu) byla vyvinuta prakticky stejná paliva značená T-1 a RG-1. Chemicky má téměř shodné vlastnosti jako petrolej, ale obsahuje minimum nečistot, které se v ropných produktech běžně vyskytují. Omezení nečistot se týká hlavně síry, jejích sloučenin a uhlovodíků jako alkeny a areny. V porovnání s kapalným vodíkem (LH2) je RP-1 levnější, lépe skladovatelné (kapalný vodík vyžaduje kryogenní technologie), ale poskytuje menší specifický impuls (Isp). Oproti hydrazinu a jeho derivátům má vyšší Isp a není toxické, na druhou stranu ho však nelze skladovat dlouhodobě v nádržích a proto se nehodí jako palivo pro dlouhotrvající kosmické mise. 

## Historie a použití

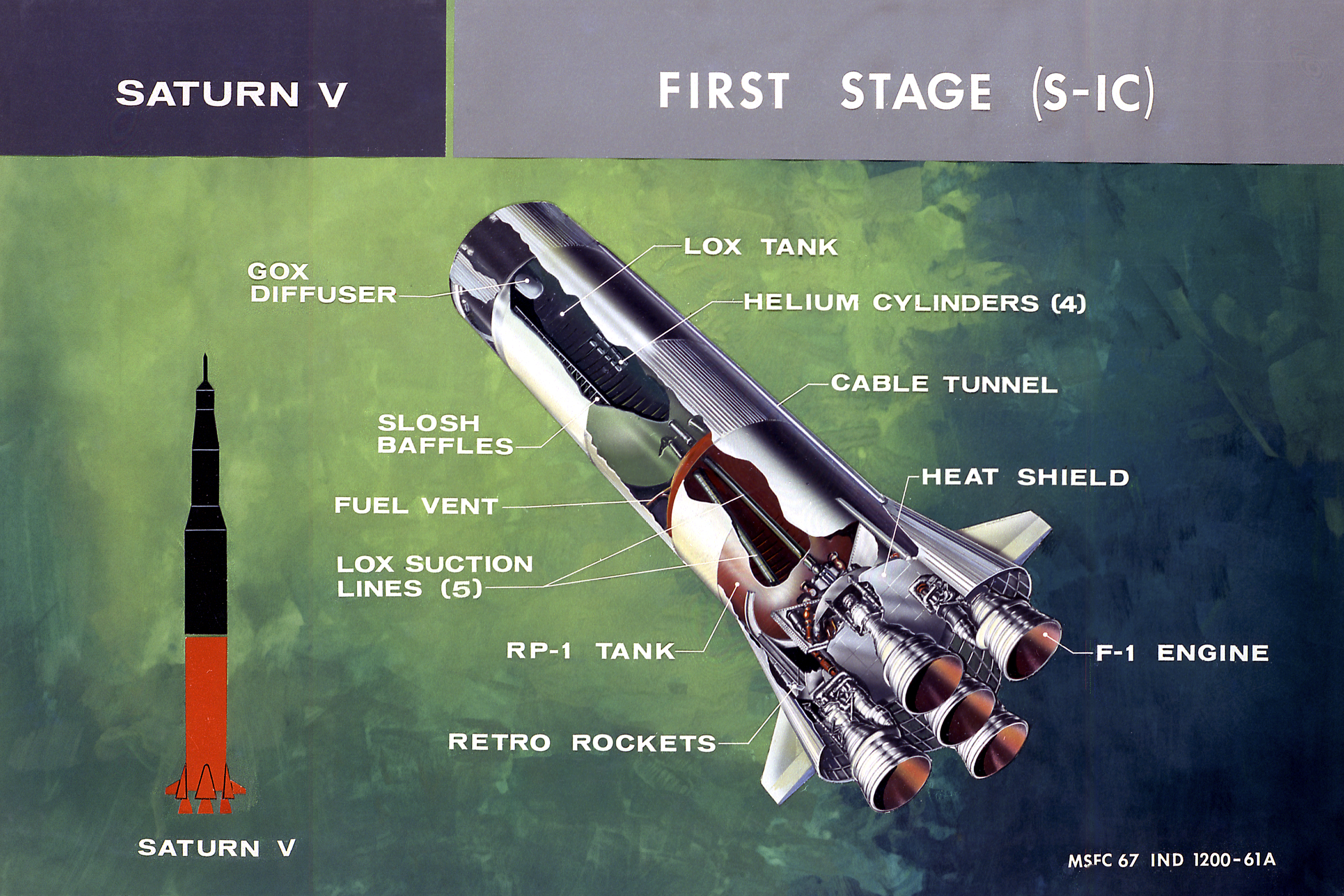
Řez prvním stupněm rakety Saturn V. Nádrž RP-1 je umístěna pod nádrží s kapalným kyslíkem.

Palivo RP-1 bylo vyvinuto v polovině 50. let 20. století, kdy docházelo ke zvyšování výkonů raketových motorů a to s sebou přinášelo vyšší teploty a tlaky. Potřeba chlazení těchto výkonných motorů vedla k využití regenerativního systému chlazení, kdy celý objem paliva proudí soustavou chladicích kanálů a odvádí teplo z kritických míst motoru. Vysoká teplota a přítomnost síry způsobovala disociaci molekul a následnou polymeraci jednotlivých složek. Produkty těchto reakcí často způsobovaly zanášení nebo ucpání chladicích kanálků, což vedlo k přehřátí a následnému propálení částí motoru. RP-1 bylo zbaveno sirnatých látek, alkenů a arenů a tím se výrazně zvýšila spolehlivost motorů.
RP-1 je díky své ceně, nižším nárokům na skladování a celkově nižším nárokům na technologickou úroveň raketového motoru, používán převážně jako palivo nižších stupňů nosných raket. Používaly jej americké rakety Atlas, Thor, Rakety Delta, Saturn 5 a další. V bývalém Sovětském svazu je petrolej pro raketové motory označován T-1 a RG-1 a jeho vlastnosti jsou téměř shodné s RP-1. Jediný rozdíl je jeho vyšší hustota, 820 – 850 kg/m3 oproti 810 u RP-1. Všechny rakety patřící do rodiny raket R7 (Vostok, Sojuz) používají tuto variantu RP-1. Ačkoli je RP-1 používán převážně pro kosmické aplikace, první mezikontinentální balistické rakety USA (SM-65 Atlas, SM-68 Titan) i SSSR (R7) jej používaly, avšak byly brzo nahrazeny jinými typy s motory na tuhé pohonné látky nebo palivy na bázi hydrazinu.

## Popis
Jak je již psáno výše, hlavní nečistoty představovaly přirozeně se vyskytující ropné nečistoty a složky vzniklé disociací a polymerací složek petroleje. Hlavním zdrojem problémů bývají sirnaté látky, protože při vysokých teplotách způsobují korozi kovů a navíc i malé množství síry podporuje polymeraci. Další složky, které musí být odstraněny jsou alkeny a areny, které mají tendenci polymerovat nejen při zvýšených teplotách, ale i při dlouhodobém skladování. Díky tomu je RP-1 méně toxické než benzín a ostatní letecká paliva. Oproti klasickému petroleji neobsahuje RP-1 lineární alkany, ale složitější větvené a cyklické molekuly. Nejžádanější složkou RP-1 jsou polycyklické řetězce s C12 a více. Kromě chemických nečistot musí být odstraněny i mechanické nečistoty jako prach a saze, které zanáší palivové vedení a působí opotřebení ventilů a čerpadel, která používají RP-1 jako mazivo. RP-1 lze teoreticky získat (po dostatečném zpracování) z jakékoli ropy, ale v praxi se používá pouze vysoce kvalitní ropa z několika nalezišť.

## Výhody a nevýhody
výhody
- Levnější než LH2 a paliva na bázi hydrazinu.
- Hustší než LH2 ⇒ kompaktnější design motorů, vyšší energie než ve stejném objemu LH2.
- Stálé za pokojové teploty ⇒ snadnější skladování, doprava a manipulace.
- Účinnější než tuhé pohonné látky a paliva na bázi hydrazinu a lehkých uhlovodíků (ethanol, methanol…)
- Méně toxický než paliva na bázi hydrazinu.

nevýhody
- Dražší než tuhé pohonné látky.
- Hmotnostně nižší účinnost než kapalný vodík.
- Toxičtější než LH2 (hořením LH2 vzniká čistá voda, hořením RP-1 vzniká voda, CO2, CO a další sloučeniny uhlíku).
- Nemožnost dlouhodobého skladování natankovaných raket ⇒ pomalá reakční doba ⇒ nehodí se k vojenským účelům.
- Velmi nízký tlak vypařování ⇒ vhodné pro chlazení clonou nebo ostřikem (viz Chlazení raketových motorů), na druhou stranu je nutno doplňovat objem spáleného RP-1 v nádržích.
- Cena RP-1 je sice celkově nižší než LH2, ale relativně nízká poptávka, náročná výroba a slabá konkurence zvyšují cenu.

## Podobná paliva
- Robert Goddard používal na svých prvních raketách benzín.
- Společnost Rocketdyne experimentovala s diethyl-cyklohexanem, který měl o něco lepší vlastnosti, ale RP-1 mohlo být produkováno ve stávajících rafineriích a bylo tak levnější a dostupnější.
- Ruská resp. Sovětská obdoba RP-1 se nazývá T-1 nebo RG-1.
- Po uvedení RP-1 bylo vyvinuto RP-2, které mělo ještě nižší obsah síry, ale velkých úspěchů nedosáhlo kvůli nákladnější výrobě a faktu, že RP-1 postačovalo na většinu aplikací.
- Existují experimentální motory, které jsou schopny spalovat méně rafinovaný petrolej, letecké palivo, nebo dokonce obyčejnou naftu. Žádný z nich se však zatím nedostal do aktivní služby.